# 프리츠 헬무트
프리츠 헬무트(덴마크어: Frits Helmuth, 1931년 7월 3일 ~ 2004년 12월 12일)는 덴마크의 배우, 성우이다. 코펜하겐에서 태어났다.

## 영화
- 깜박이는 빛 (2000년)
- 어머니와 아들 (2000년)
- 어 레어 버드 (1999년)
- 잃어버린 봄 (1993년)
- 아름다운 시절 (1989년)